# ساراسارا
ساراسارا (بالإنجليزية: Sarasara)‏ (مواليد 28 يناير 1986) هي مغنية وكاتبة أغاني وموسيقية إلكترونية ومنتجة تسجيلات فرنسية.

## نبذة
ولدت في فورميس، نورد، وبدأت مسيرتها الموسيقية في عام 2014. أصدرت ساراسارا ألبومها الأول في نوفمبر 2016.

## روابط خارجية
- الموقع الرسمي لـ Sarasara
- السجلات الهندية الصغيرة